# Brisbane City
Koordinaten: 27° 47′ S, 153° 12′ O

Die City of Brisbane ist ein lokales Verwaltungsgebiet (LGA) im australischen Bundesstaat Queensland. Das Gebiet ist 1.342,7 km² groß und hat 1.242.825 Einwohner (Stand: 2021). 2016 betrug die Einwohnerzahl etwa 1.131.000 Einwohner.

## Geografie
Die City bildet das Stadtzentrum der Hauptstadt Brisbane und liegt etwa in der Mitte der australischen Ostküste an der Moreton Bay. Brisbane ist die einzige Stadt in Australien, in der alle Gebiete des Stadtzentrums unter einer Verwaltung stehen. Die City ist mit fast einer Million Bewohnern die größte LGA des Landes. Zum gesamten Stadtgebiet von Brisbane werden noch fünf weitere LGAs gezählt, sodass insgesamt etwa zwei Millionen Menschen in Australiens drittgrößter Stadt leben.
Der Verwaltungssitz der LGA liegt im Central Business District. Weitere Stadtteile umfassen Acacia Ridge, Albion, Alderley, Algester, Annerley, Anstead, Archerfield, Ascot, Ashgrove, Aspley, Auchenflower, Bald Hills, Balmoral, Banyo, Bardon, Bellbowrie, Belmont, Berrinba, Boondall, Bowen Hills, Bracken Ridge, Bridgeman Downs, Brighton, Brookfield, Bulimba, Bulwer, Burbank, Calamvale, Camp Hill, Cannon Hill, Capalaba West, Carina, Carina Heights, Carindale, Carole Park, Carseldine, Chandler, Chapel Hill, Chelmer, Chermside, Chermside West, Chuwar, Clayfield, Coopers Plains, Coorparoo, Corinda, Cowan Cowan, Darra, Deagon, Doolandella, Drewvale, Durack, Dutton Park, Eagle Farm, East Brisbane, Eight Mile Plains, Ellen Grove, England Creek, Enoggera, Enoggera Reservoir, Everton Park, Fairfield, Ferny Grove, Fig Tree Pocket, Fitzgibbon, Forest Lake, Fortitude Valley, Gaythorne, Geebung, Gordon Park, Graceville, Grange, Greenslopes, Gumdale, Hamilton, Hawthorne, Heathwood, Hemmant, Hendra, Herston, Highgate Hill, Holland Park, Holland Park West, Inala, Indooroopilly, Jamboree Heights, Jindalee, Kangaroo Point, Karana Downs, Karawatha, Kedron, Kelvin Grove, Kenmore, Kenmore Hills, Keperra, Kholo, Kooringal, Kuraby, Lake Manchester, Larapinta, Lota, Lutwyche, Lytton, Macgregor, Mackenzie, Manly, Manly West, Mansfield, Mcdowall, Middle Park, Milton, Mitchelton, Moggill, Moorooka, Moreton Island, Morningside, Mount Coot-tha, Mount Crosby, Mount Gravatt, Mount Gravatt East, Mount Ommaney, Murarrie, Nathan, New Farm, Newmarket, Newstead, Norman Park, Northgate, Nudgee, Nudgee Beach, Nundah, Oxley, Paddington, Pallara, Parkinson, Pinjarra Hills, Pinkenba, Port of Brisbane, Pullenvale, Ransome, Red Hill, Richlands, Riverhills, Robertson, Rochedale, Rocklea, Runcorn, Salisbury, Sandgate, Seven Hills, Seventeen Mile Rocks, Sherwood, Shorncliffe, Sinnamon Park, South Brisbane, Spring Hill, St Lucia, Stafford, Stafford Heights, Stretton, Sumner, Sunnybank, Sunnybank Hills, Taigum, Taringa, Tarragindi, Tennyson, The Gap, Tingalpa, Toowong, Upper Brookfield, Upper Kedron, Upper Mount Gravatt, Virginia, Wacol, Wakerley, Wavell Heights, West End, Westlake, Willawong, Wilston, Windsor, Wishart, Woolloongabba, Wooloowin, Wynnum, Wynnum West, Yeerongpilly, Yeronga und Zillmere.

## Geschichte
1802 kam der Entdecker Matthew Flinders an die Moreton Bay und in den 1820ern wurde in der Gegend eine Strafkolonie errichtet. In der Folge kamen immer mehr Siedler in die Region und 1839 wurde die Ortschaft Brisbane angelegt. 1859 wurde Brisbane zur Municipality und überstieg kurz darauf die Einwohnerzahl von 10 000. 1879 gab es bereits acht Verwaltungsgebiete in der Region, die bis 1891 auf 21 anstiegen und zur Jahrtausendwende lebten über 100 000 Menschen im Gebiet um Brisbane. 1925 kam dann die grundlegende Reform, bei der die Bezirke zu einer einzigen City of Brisbane mit etwa 210 000 Einwohnern verschmolzen wurden.

## Verwaltung
Der Brisbane City Council hat 27 Mitglieder. 26 Councillor werden von den Bewohnern der 26 Wards (Wahlbezirke) gewählt (Bracken Ridge, Central, Chandler, Deagon, Doboy, Enoggera, Hamilton, Holland Park, Jamboree, Karawatha, Macgregor, Marchant, McDowall, Moorooka, Morningside, Northgate, Parkinson, Pullenvale, Richlands, Tennyson, The Gabba, The Gap, Toowong, Walter Taylor, Wishart und Wynnum Manly Ward). Das Stadtoberhaupt, der Lord Mayor (Oberbürgermeister), wird zusätzlich von allen Bewohnern der City gewählt.